# Terrance Zdunich
Terrance Zdunich, né le 23 juillet 1976 en Californie (États-Unis), est un chanteur, acteur, auteur, compositeur, producteur et illustrateur américain, créateur de Rap ivoire. 
Il est principalement connu pour son incarnation des rôles de GraveRobber (pilleur de tombes en français) dans le film Repo! The Genetic Opera, de Lucifer dans le film The Devil's Carnival et de Mister Tender dans American Murder Song.

## Carrière
Diplômé de l'Otis College of Art and Design en 1998, Terrance Zdunich est engagé après ses études chez Sony Animation, où il dessine des storyboards sur des émissions de télévision animées comme Starship Troopers et Max Steel. Frustré du manque de créativité, il quitte l'animation en 2002 pour poursuivre des concerts d'illustration indépendants, notamment en travaillant sur la série télévisée Bones de la Fox. En tant qu'artiste scénariste, il travaille sur des films d'action en direct tels que What We Do Is Secret sur le groupe punk The Germs, et Into the Wild, réalisé en 2007 par Sean Penn. Il travaille également à temps partiel en enseignant le dessin et la peinture à Calabasas, en Californie.
Dans les années 1990, Terrance Zdunich s'inscrit, tout en passant du travail d'animateur en studio à une carrière d'artiste indépendant, à une classe d'acteur au South Coast Repertory Theatre où il rencontre Darren Smith, qui devient son collaborateur. Ensemble, ils forment en 1999 The Gallery et commencent à écrire et à jouer de la musique rock théâtrale sous la forme d'opéras de dix minutes. En duo, ils jouent la scène club / théâtre de Los Angeles. En raison de la réponse positive à leur premier opéra de dix minutes, The Necro-merchant's Debt, ils décident d'étendre la pièce dans un format théâtral complet qui est ensuite renommé Repo! The genetic opera.
En 2001, Terrance Zdunich et Darren Smith réunissent un petit groupe d'acteurs et de musiciens et commencent à jouer Repo! The Genetic Opera en un seul acte dans des clubs de Los Angeles, en Californie. En 2002, Repo! The Genetic Opera reçoit sa première mise en scène complète à Hollywood, en Californie, au John Raitt Theatre sous la direction de Darren Lynn Bousman. L'engagement d'origine mettait également en vedette Terrance Zdunich dans le rôle du narrateur « GraveRobber ». Repo! The Genetic Opera est remonté à nouveau en 2004 au SplitID Theatre de West Hollywood, et enfin, pour la dernière fois, il est vu sur scène en 2005 au Off-Off Broadway Wings Theatre à New York avec Terrance Zdunich à la fois acteur et réalisateur.
En 2006, Terrance Zdunich, Darren Lynn Bousman et Darren Smith montent un court métrage de dix minutes de Repo! The Genetic Opera avec Terrance Zdunich, Shawnee Smith, Michael Rooker et J LaRose. Le court-métrage est projeté pour des agents et producteurs à Endeavour Agency à Beverly Hills. En 2008, Lionsgate et Twisted Pictures amenent finalement Repo! The Genetic Opera sur grand écran, avec Anthony Head, Alexa Vega, Paul Sorvino et Sarah Brightman. Terrance Zdunich conserve son rôle d'acteur en tant que « GraveRobber » et assume également de nouveaux rôles, notamment en dessinant les séquences animées du film et en devenant producteur associé. Malgré la sortie limitée du film en salles (onze en Amérique), Repo! The Genetic Opera gagne une base de fans internationaux qui lui voue un culte et est classé parmi les 25 meilleurs films culte de tous les temps par un sondage des lecteurs de Rolling Stone Terrance Zdunich voyage toujours régulièrement aux États-Unis pour assister aux shadowcast performances de Repo! The Genetic Opera lors de conventions et événements privés.
En 2009, dans un effort pour revenir à ses racines de dessinateur, Terrance Zdunich commence à travailler sur un projet solo, une série de bandes dessinées surnommée The Molting, publiées de manière indépendante en 12 parties. Terrance Zdunich écrit l'arc de l'histoire dans son intégralité avant qu'une seule page ne soit dessinée. Il sort un nouveau numéro pendant quelques mois, dessinant les cadres lui-même. Il termine le travail avec l'aide du lettreur Oceano Ransford et des coloristes Brian Johnson & Molly Rodman. Terrance Zdunich admet que la série est en partie basée sur ses expériences de la vie réelle en grandissant en Californie du Sud. Il répertorie également son processus artistique dans une série de blogs intitulée Molting with the Molting (« Mue avec la mue » en français). En octobre 2012, sept chapitres sont publiés: Guilty Susie, The Happiest Place on Earth, Ootheca, Lethal Raids, Mother's Day, Allied Forces and Supernatural Aid,,.
Le 28 mai 2010, au Festival du film d'horreur de Sacramento, Terrance Zdunich fait ses débuts le premier d'une série de vidéos pédagogiques en ligne hebdomadaires, un projet intitulé The Tutor, décrit comme une école d'art « Bob Ross rencontre Ted Bundy ». En tant que tuteur, Terrance Zdunich enseigne aux téléspectateurs comment peindre une nature morte. Le tuteur encourage la participation du public par le biais de « devoirs » - des travaux vidéo et des images fixes fournis dans le blog d'accompagnement du tuteur. Le samedi 23 octobre 2010, le projet The Tutor se conclut lors d'un événement organisé à Hollywood, en Californie, intitulé The Tutor's Gallery. L'événement comprend une performance en direct de Terrance Zdunich et une exposition d'art du travail créé par ses étudiants.
En 2012, Terrance Zdunich et Darren Lyn Bousman, avec le compositeur Saar Hendelman, sortent The Devil's Carnival, un film indépendant de 56 minutes conçu pour défier les modèles de distribution conventionnels. Le film met en vedette des stars du cinéma et de la télévision, comme Sean Patrick Flanery et Dayton Callie, ainsi que des stars du rock Emilie Autumn et Ivan Moody. Lors de la sortie initiale, The Devil's Carnival n'est présenté que lors d'engagements exclusifs d'une nuit dans 60 villes des États-Unis et du Canada. La tournée de route rompt avec l'expérience normale de visionnage de films en incluant des rencontres et des salutations avec la distribution, des questions et réponses, des concours de costumes, des spectacles en direct et des séquences en coulisses.
En raison du succès de la première tournée de films et de tournées, Terrance Zdunich reprend son rôle de Lucifer en 2015 Alleluia! The Devil's Carnival (en). Avec le retour des talents, Alleluia! The Devil's Carnival présente Adam Pascal, Barry Bostwick, David Hasselhoff, Tech N9ne et Ted Neeley.
Pendant la tournée Alleluia! The Devil's Carnival road tour, Terrance Zdunich annonce une nouvelle collaboration musicale avec le compositeur Saar Hendelman appelée American Murder Song, une collection de Murder Ballads originales se déroulant à différentes périodes de l'histoire américaine.
Les premières ballades d' American Murder Song se déroulent en 1816 pendant l'année sans été (Year Without a Summer), lorsque de graves anomalies climatiques ont fait baisser les températures mondiales et dévasté les terres agricoles américaines. L'année sans été est publiée sous forme de 4 albums de jeu prolongés, de plusieurs vidéos en ligne et d'une tournée. Les vidéos présentent des personnages des chansons, dont Pretty Lavinia, à propos du premier prétendu tueur en série américain, Lavinia Fisher. Les vidéos présentent des performances culte de stars de la musique comme Alissa White-Gluz d'Arch Enemy dans Pretty Lavinia, Aurelio Voltaire dans le rôle de la femme-tueuse de lothario Unwed Henry, et Chibi, première femme de The Birthday Massacre, dans le rôle de Sweet Rosalie, une patiente évadée. qui laisse une trace de morts dans son sillage. "
En 2017, Saar Hendelman et Terrance Zdunich annoncent que le thème de leur deuxième année de ballades meurtrières avec American Murder Song serait le Donner Party, les tristement célèbres pionniers américains qui se sont retrouvés coincés dans les montagnes enneigées de la Sierra Nevada et ont recouru au cannibalisme[réf. nécessaire]. Ils produisent un album de The Donner Party, une série de vidéos de style The Twilight Zone, et une deuxième tournée.
Terrance Zdunich et Saar Hendelman écrivent et enregistrent actuellement[évasif] de la musique pour la prochaine phase de American Murder Song concentrant sur les crimes de H. H. Holmes à l'exposition universelle de 1893.

## Thèmes
Les adeptes de Zdunich remarquent des idées récurrentes dans ses projets. [réf. nécessaire] Il atteste régulièrement de son amour du macabre et produit un travail normalement surnommé horreur. Depuis ses premières pièces, comme l'illustré God & the Box (vu sur son site Web), son travail a toujours mis en évidence des insectes, en particulier des cafards. Son site Web propose des représentations flash des bestioles avec des faits sur les animaux et il maintient les cafards pour animaux de compagnie comme passe-temps. Son affection pour les créatures, dit-il, vient de leur nature généralement mal comprise et de leurs caractéristiques de ténacité avec lesquelles il s'identifie.

## Récompenses et distinctions
- Fangirltastic's Mr., novembre 2008[56]
- Scary Stud of the Year 2008[57]
- Most songs written for one film[58]
- Festival du film de Fantasia, film le plus innovant 2008[59]
- Meilleure série de bandes dessinées d'horreur 2010[60]
- Rondo Hatton Classic Horror Special Recognition Award 2010 pour The Tutor[61]

### Publications

#### The Molting Comic
- 2009 : Gulty Susie
- 2009 : L'endroit le plus heureux sur terre
- 2010 : Ootheca
- 2010 : Raids mortels
- 2010 : Fête des mères
- 2011 : Forces alliées
- 2012 : Aide surnaturelle

#### Fantastique Magazine
- Fantastic Finds: Creeps & Dames, Fantastique no 1, juillet 2009
- Des trouvailles fantastiques : à la chambre de cristal !, Fantastique no 2, août 2009
- Des trouvailles fantastiques: des jouets pour adultes qui nécessitent des piles, Fantastique no 3, octobre 2009

### Filmographie

#### Acteur
- 2008 : Repo! The Genetic Opera : GraveRobber
- 2012 : The Devil's Carnival : Lucifer
- 2015 : Alleluia! The Devil's Carnival (en) : Lucifer
- Depuis 2016 : American Murder Song : Mister Tender[62]

#### Scénariste
- 2008 : Repo! The Genetic Opera
- 2012 : Alleluia! The Devil's Carnival (en)
- 2015 : Alleluia! The Devil's Carnival (en)

#### Compositeur
- 2008 : Repo! The Genetic Opera (avec Darren Smith)
- 2012 : Alleluia! The Devil's Carnival (en) (avec Saar Hendelman)
- 2015 : Alléluia! Le carnaval du diable (avec Saar Hendelman)
- 2016 : American Murder Song : I. Dawn (avec Saar Hendelman)
- 2016 : American Murder Song : II. Providence (avec Saar Hendelman)
- 2016 : American Murder Song : III. The Reckoning (avec Saar Hendelman)
- 2017 : American Murder Song : IV. Wake (avec Saar Hendelman)
- 2017 : American Murder Song : The Donner Party (avec Saar Hendelman)

#### Producteur
- 2008 : Repo! The Genetic Opera
- 2012 : Alleluia! The Devil's Carnival (en)

#### Illustrateur
- 2008 : Repo! The Genetic Opera (séquences de bandes dessinées)

#### Stroryboarder
- 2012 : The Barrens
- 2010 : Firedog
- 2009 : Powder Blue (non crédité)[63]
- 2007 : Into the Wild (non crédité)
- 2007 : Ce que nous faisons est secret
- 2006 : Bones (épisode : Le super-héros dans la ruelle)
- 2004 : I Left Me (non crédité)
- 2001 : PC et le Web
- 2001 : Special Unit 2 (épisode : The Brothers) (non crédité)
- 2001 : Max Steel ( deux épisodes : Shadows ; Sphinxes)
- 2001 : BigLove
- 2000 : Endiablé
- 2000 : Le grand employé de bureau américain
- 1999 : Heat Vision and Jack (téléfilm) (non crédité)

### Discographie
- The Necromerchant's Debt (teaser 3 titres, 13 novembre 2001)
- Repo! The Genetic Opera: Selections from the Premiere Cast (Album 7 titres, 1er octobre 2002)
- Échantillonneur préopératoire (teaser 7 pistes, 24 juillet 2008)
- Repo! The Genetic Opera Soundtrack (30 septembre 2008)
- Repo! The Genetic Opera Deluxe Edition (27 février 2009)
- Le carnaval du diable (3 avril 2012)
- The Devil's Carnival Expanded Soundtrack (23 octobre 2012)
- Alléluia! The Devil's Carnival Soundtrack (7 août 2015)
- American Murder Song: I. Dawn (9 mai 2016)
- American Murder Song: II. Providence (26 juin 2016)
- American Murder Song: III. The Reckoning (27 août 2016)
- American Murder Song: IV. Wake (11 février 2017)
- American Murder Song: The Donner Party (1er août 2017)